# 10,000 Shots
10,000 Shots (в пер. с англ. «10000 выстрелов») — пятый студийный альбом шотландско-канадской кельтик-панк группы The Real McKenzies, выпущенный на студии Fat Wreck Chords records в 2005 году.

## Список композиций
1. «Smokin' Bowl» — 3:06
2. «Best Day Until Tomorrow» — 2:46
3. «Will Ye No Come Back Again?» — 1:59
4. «Pour Decisions» — 2:36
5. «I Hate My Band» — 2:16
6. «Farewell to Nova Scotia» — 2:09
7. «Bugger Off» — 2:02
8. «10,000 Shots» — 2:20
9. «13» — 2:38
10. «The Skeleton and the Tailor» — 2:03
11. «Comin' Thro' the Rye» — 1:38
12. «The Ale is Dear» — 1:22
13. «The Catalpa» — 3:03

Треки 9 и 10 были ошибочно заменены на трек-лист альбома. Трек в списке "13" на самом деле играет песня «The Skeleton and the Tailor" и наоборот.

## Участники записи
Основные музыканты
- Пол Маккензи — лид-вокал
- Курт «Дирти» Робертсон — гитара, вокал
- Мэтт Макнасти — волынка, бэк-вокал
- Шон Селлерс — ударные
- Марк «Боун» Боланд — гитара, вокал
- Фэт Макмичел (Фэт Майк) — бас-гитара

Дополнительные музыканты
- Спайк Славсон - бэк-вокал
- Пол Монк — мандолина, гитара, вокал на «The Catalpa»
- Горд Тейлор — волынка на «The Ale is Dear»
- Литл Джо Рэпасо - бас-гитара на «The Ale is Dear» и «I Hate My Band»